# Янке, Здзислав
Здзислав Янке (пол. Zdzisław Jahnke; 9 февраля 1895 года, Познань — 7 августа 1972 года, там же) — польский скрипач и музыкальный педагог.
Сын Эдвина Янке, державшего в 1887—1918 гг. частную музыкальную школу в Познани. Начинал учиться музыке у своего отца, затем продолжал обучение в Берлине под руководством Александра Печникова и в Женевской консерватории у Анри Марто. С юных лет гастролировал по Европе. В 1920 г. основал Польский квартет, много сделавший для пропаганды польской музыки, в том же году начал преподавать в Познанской консерватории, в 1929 г. стал её директором. Во время Второй мировой войны работал на сахарном заводе. В послевоенные годы вновь (в 1945—1948 гг.) возглавлял Познанскую консерваторию, организовывал в Познани первые концерты академической музыки.
С 1976 года в Познани проводится Всепольский конкурс скрипачей имени Здзислава Янке.